# Cimbres
|  | No s'ha de confondre amb Cimbris. |

Cimbres (en llatí cimbri, en grec antic Κίμβροι) eren un poble germànic o celta del nord d'Europa central.
El seu hàbitat original segurament era el Quersonès címbric (Jutlàndia) on encara vivien al temps de l'Imperi Romà. Estrabó els esmenta al costat dels brúcters i dels caucis i diu que ocupaven el país a l'oest del riu Elba. Segons Posidoni eren pirates errants.

## Guerra Címbria
Per raons desconegudes van envair el sud d'Europa cap a l'any 110 aC juntament amb els teutons i van devastar la Gàl·lia i Hispània, i van derrotar sis exèrcits romans especialment a la batalla d'Arausio. Després, ja separats dels teutons, van entrar a Itàlia fins que Gai Mari els va derrotar el 101 aC a la batalla de Campi Raudii, prop de Vercelli on es diu que van perdre més de cent mil homes.
En temps d'August van enviar des del Quersonès címbric una ambaixada a l'emperador, amb regals i demanant perdó pels seus atacs de cent anys abans, segons diu Estrabó.